# Singburi Province Stadium
Das Singburi Province Stadium (Thai สนามกีฬาจังหวัดสิงห์บุรี) ist ein Mehrzweckstadion in Sing Buri in der Provinz Sing Buri, Thailand. Es wird hauptsächlich für Fußballspiele genutzt und ist das Heimstadion vom Viertligisten Singburi Bangrajun Football Club. Das Stadion hat eine Kapazität von 3449 Personen. Eigentümer und Betreiber des Stadions ist die Singburi Provincial Administrative Organization.

## Nutzer des Stadions
| Verein                | Zeitraum der Nutzung |
| --------------------- | -------------------- |
| Singburi Bangrajun FC | 2009 bis heute       |